# 紐堡 (明尼蘇達州)
紐堡鎮區（英語：Newburg Township）是位於美國明尼蘇達州菲爾莫爾縣的一個非建制地區。

## 歷史
紐堡於1853年成立，其郵局於1855年設立，其後於1902年停運。

## 地理
紐堡鎮區所處的海拔為高於海平面331米（即1086英呎），而該地所採用的時區為UTC-6，即北美中部時區（CST）。同時該地設有夏令時間，為UTC-6調快一小時，即UTC-5（CDT）。